# Annemieke Mein
Annemieke Mein, född 1944 i Haarlem i Nederländerna, är en textilkonstnär som sedan 1951 är bosatt i Australien. 
Mein är speciellt inriktad på fria broderier med insekter, i synnerhet fjärilar och sländor. Hon är sedan 1970-talet en känd som textilkonstnär över hela världen.